# Мацумура, Ёсико
Ёсико Мацумура (-Канда) (яп. 松村好子, англ. Yoshiko Matsumura; р. 9 декабря 1941, Моригути, префектура Осака, Япония) — японская волейболистка, нападающая. Чемпионка летних Олимпийских игр 1964 года, чемпионка мира 1962.

## Биография
Ёсико Мацумура начала заниматься волейболом в средней школе города Моригути, а затем играла в команде школы «Ситенодзи» из города Сонедзиро префектуры Осака. В 1961 получила приглашение в базовую команду сборной Японии «Нитибо» (Кайдзука), в составе которой 3-кратной чемпионкой Японии.
С 1962 Ёсико Мацумура выступала за национальную сборную Японии, с которой в том же выиграла «золото» чемпионата мира, а через два года на дебютном для волейбола олимпийском турнире в Токио также стала обладателем высших наград. После олимпийского триумфа завершила игровую карьеру, как и большинство волейболисток сборной страны. 

### Клубная карьера
- …—1961 —  «Ситенодзи Скул» (Сонедзиро);
- 1961—1964 —  «Нитибо» (Кайдзука).

## Достижения

### Клубные
- 3-кратная чемпионка Японии — 1962—1964.

### Со сборной Японии
- Олимпийская чемпионка 1964.
- чемпионка мира 1962.